# Alessandra Casaccia
Alessandra Casaccia (Falconara Marittima, 12 dicembre 1950 – Falconara Marittima, 25 giugno 1995) è stata una cantante italiana.

## Biografia
Partecipa al Festival di Castrocaro interpretando il brano Se c'è una cosa che mi fa impazzire.
Ottenuto un contratto discografico con la Ariston, partecipa a Un disco per l'estate 1968 con Vedo il sole a mezzanotte. Nello stesso anno incide Nella valigia delle mie vacanze, sigla della trasmissione televisiva La valigia delle vacanze e partecipa alla Caravella dei successi con la canzone Un volo nella notte.
L'anno successivo prende parte al Festival di Sanremo con Piccola piccola, in abbinamento con Carmen Villani: la canzone entra in finale e si classifica all'undicesimo posto.
Nello stesso anno pubblica due cover, Mi sentivo una regina (Canterbury Road di Lou Christie) e Michael e le sue pantofole (Michael and the Slipper Tree dei The Equals).
All'inizio degli anni '70 abbandona le scene musicali, mentre nel decennio successivo inizia a dedicarsi alla pittura. La sua prematura scomparsa fu dovuta ad un incidente aereo. La Casaccia era a bordo di un Piper da turismo, pilotato dal figlio sedicenne anch'egli deceduto, che si schiantò nel mare al largo di Falconara Marittima.

## Discografia

### 45 giri
- 1968 - Vedo il sole a mezzanotte/Quel ragazzo che non sorride mai (Ariston, AR 0252)
- 1968 - Nella valigia delle mie vacanze/Ragazzo strano (Ariston, AR 0278)
- 1968 - Un volo nella notte/Ragazzo ciao (Ariston, AR 0293)
- 1969 - Piccola piccola/Un volo nella notte (Ariston, AR 0305)
- 1969 - Bocca taci/Adesso siamo pari (Ariston, AR 0316)
- 1969 - Mi sentivo una regina/Michael e le sue pantofole (Ariston, AR 0334)
- 1970 - Il cuore scoppierà/Per le strade nasce l'amore (Ariston, AR 0354)
- 1971 - Mangerei una mela/Il cuore scoppierà (Ariston, AR 0502)